# Nazionale maschile di pallacanestro di Nauru
La nazionale di pallacanestro di Nauru è la rappresentativa cestistica di Nauru ed è posta sotto l'egida della Federazione cestistica di Nauru. 
Vanta una presenza al FIBA Oceania Championship nell'edizione del 2001, senza però accedervi alla fase finale. 
Vanta anche una quinta posizione ai Giochi del Pacifico del 1969, edizione tenutasi in Papua Nuova Guinea, oltre che un sesto posto ai Mini Giochi del Sud del Pacifico nel 1997 nelle Samoa Americane.